# Terror (album)
Terror – drugi album studyjny polskiego zespołu thrashmetalowego Hammer wydany 1991 roku przez wytwórnię Polskie Nagrania „Muza”.

## Lista utworów
1. „List Do Ministra Wojny” – 4:56
2. „NATO” – 3:10
3. „Gniew Anioła” – 4:28
4. „Outside Lookin' Out” – 6:46
5. „It's War” – 3:31
6. „Nasze Animals” – 5:24
7. „Stul pysk” – 5:25
8. „Pieśń Pijanego Dziada” – 4:49

## Twórcy
- Robert Köhler – wokal
- Maciej Sawicz – gitara
- Piotr Kryński – gitara
- Robert Kuryś – gitara basowa
- Tomasz Klimczak – perkusja
- Tomasz Dziubiński – produkcja
- Piotr Madziar – realizacja nagrań